# Brett Emerton
Brett Michael Emerton (født 22. februar 1979 i Sydney, Australien) var en australsk midtbanespiller. Han spillede senest hos den australske klub Sydney FC. 
Fra 2003 til 2011 spillede han i engelske Blackburn Rovers. Han kom til Blackburn fra hollandske Feyenoord Rotterdam. Først spillede han for Sydney Olympic i sit hjemland.

## Landshold
Emerton spillede som landsholdsspiller (1998-2012) 94 kampe og scorede 20 mål for Australiens landshold. Han har repræsenteret sit land ved både Confederations Cup i 2001 og 2005, samt ved VM i 2006, og VM i 2010.